# 이너프 세드
《이너프 세드》(영어: Enough Said)는 2013년 공개된 미국의 로맨틱 코미디 드라마 영화이다. 니콜 홀러프세너가 연출하고, 줄리아 루이드라이퍼스, 제임스 갠돌피니, 캐서린 키너, 토니 콜렛, 벤 팰콘 등이 출연하였다.
2014년 제71회 골든 글로브상에서 줄리아 루이드라이퍼스가 뮤지컬·코미디 영화 부문 여우주연상 후보에 올랐다.

## 줄거리
퍼시픽팰리세이즈 안마 치료사 이바는 파티에서 시인 메리앤을 알게 되는 한편 자신과 마찬가지로 이혼했으며 대학 진학 예정인 딸이 있는 앨버트를 소개받는다. 메리앤이 이바의 안마 치료를 받게 되면서 마음이 잘 맞는 두 사람은 우정을 쌓아나가고, 이바는 앨버트를 만날수록 그를 점점 좋아하게 된다.
곧 이바는 메리앤이 앨버트의 전 아내라는 사실을 알게 된다. 이바는 메리앤과 친구 사이가 된 상황을 앨버트에게 감추며 위험한 줄타기를 시작한다. 한편 이바는 자신과 앨버트가 교제 중이라는 걸 모르는 메리앤에게서 앨버트를 폄하하는 말을 들으면서 앨버트에 대한 확신이 흔들리기 시작한다.

## 출연
- 줄리아 루이드라이퍼스 - 이바 역
- 제임스 갠돌피니 - 앨버트 역
- 캐서린 키너 - 메리앤 역
- 토니 콜렛 - 세라 역
- 벤 팰콘 - 윌 역
- 토비 허스 - 피터 역
- 미케일라 왓킨스 - 힐러리 역
- 이브 휴슨 - 테스 역
- 에이미 랜데커 - 데비 역
- 제시카 세인트클레어 - 신시아 역
- 크리스토퍼 니컬러스 스미스 - 핼 역
- 캐슬린 로즈 퍼킨스 - 프랜 역
- 트레이시 페어웨이 - 엘런 역
- 필립 브록 - 제이슨 역
- 태비 게빈슨 - 클로이 역

## 기타 제작진
- 배역: 진 매카시
- 의상: 리아 캐츠넬슨